# Estela Canto
Estela Canto (1919 – iunie 1994) a fost o scriitoare, jurnalistă și traducătoare argentiniană, cunoscută mai ales pentru relația ei cu Jorge Luis Borges.

## Viața
Canto era descendentă a unei vechi familii uruguayene. Printre strămoșii săi s-au aflat mai mulți comandanți militari importanți. Fratele ei, Patricio Canto, a fost, de asemenea, scriitor, el fiind cunoscut ca autor al eseului El caso Ortega y Gasset despre celebrul filosof spaniol.
Estela a realizat mai multe activități la sfârșitul anilor 1930 și începutul anilor 1940, inclusiv ca dansatoare de închiriat la o sală de dans locală, unde bărbații puteau plăti femei pentru a dansa cu ei anumite dansuri.
În 1944, în casa lui Adolfo Bioy Casares și a soției sale, Silvina Ocampo, Canto l-a cunoscut pe scriitorul Jorge Luis Borges. Borges avea la acel moment o reputație bine cunoscută în cercurile literare. Inițial, el nu a observat-o pe Canto. Ea l-a privit cu admirație și curiozitate, dar nu avea nici un interes în inițierea unor relații sentimentale cu intelectuali. „Era rotofei, destul de înalt și cu spatele drept, cu o figură palidă și cărnoasă, avea picioare uimitor de mici și o mână pe care, când o strângeai, părea lipsită de oase, flască, de parcă ar fi fost stânjenită de inevitabila povară. Vocea îi era tremurătoare, părea să bâjbâie după cuvinte și să ceară voie a le rosti”, își amintea Canto despre Borges în cartea ei de memorii.
Cu prilejul unei alte reuniuni în casa lui Bioy, Borges s-a oferit să o însoțească. Ei s-au plimbat, au dansat și au discutat până târziu, descoperind, printre alte lucruri, că aveau o admirație pentru George Bernard Shaw. Borges s-a îndrăgostit de Canto și i-a scris o serie de scrisori romantice, pe care Canto le va publica mai târziu în 1989 în cartea ei despre relația lor.
În această carte, Canto a spus următoarele despre relația lor:
„Atitudinea lui Borges m-a mișcat. Mi-a plăcut ceea ce am fost eu pentru el, ceea ce vedea el în mine. Îmi era indiferent din punct de vedere sexual, nici măcar nu mă nemulțumea. Săruturile sale neîndemânatice, bruște, întotdeauna la momentul nepotrivit, erau acceptate cu condescendență. N-am pretins niciodată că am simțit ceea ce nu am simțit.”
Contrariind-o pe mama lui, Leonor_Acevedo_Suárez, care nu o plăcea pe Estela Canto din cauza liberalismului ei sexual și a relațiilor efemere pe care le întreținuse cu diferiți bărbați, Borges i-a propus să se căsătorească. Ea i-a răspuns:
„Aș face-o cu multă plăcere, Georgie, dar nu uita că sunt o discipolă a lui Bernard Shaw. Nu putem să ne căsătorim fără să ne culcăm mai înainte.”
Pasiunea lui Borges pentru Estela Canto s-a stins odată cu trecerea timpului. Mulți ani mai târziu, ei au restabilit legătura și au devenit prieteni.
Borges i-a dedicat Estelei Canto povestirea El Aleph. Se presupune că ea ar fi fost sursa de inspirație pentru personajul Beatriz Viterbo, iubirea neîmpărtășită a naratorului. Borges i-a oferit în dar manuscrisul original în semn de recunoștință a ajutorului oferit la dactilografierea scrierii. Canto a vândut acest manuscris la casa de licitații Sotheby's pentru treizeci de mii de dolari, iar scrierea olografă a fost cumpărată de către Biblioteca Națională a Spaniei.
Canto a scris eseuri o lungă perioadă la revista Sur și a realizat mai multe traduceri, printre care se remarcă În căutarea timpului pierdut a lui Marcel Proust. Ea a colaborat în 1979 la scenariul filmului El Fausto criollo regizat de Luis Saslavsky.

## Scrieri
Cea mai mare parte a operei literare a Estelei Canto descrie viața din Buenos Aires din perioada de dinaintea peronismului, ezitând între simbolism și psihologism. În 1989 ea a publicat Borges a contraluz, o biografie a celebrului autor, în care a povestit mai multe detalii intime ale relației lor și a inclus scrisori. În 1999 această carte a fost adaptată într-un film, regizat de Javier Torre și intitulat Estela Canto, un amor de Borges.
- 1945 El muro de mármol („Zidul de marmură”)
- 1950 El retrato y la imagen („Portret și imagine”)
- 1953 El hombre del crepúsculo („Omul serii”)
- 1956 El estanque („Heleșteul”)
- 1962 La noche y el barro („Noaptea și noroiul”)
- 1966 Isabel entre las plantas („Isabel printre plante”)
- 1973 Los otros, las máscaras („Ceilalți, măștile”)
- 1976 La hora detenida („Ora întârziată”)
- 1978 El jazmín negru („Iasomia neagră”)
- 1980 Ronda nocturna („Patrula de noapte”)
- 1982 Detrás de la medialuna („În spatele semilunii”, scrisă sub pseudonimul Evelyn Clift)
- 1989 Borges a contraluz („Borges în contralumină”)

### Traduceri în limba română
- Noaptea și noroiul, Editura Pentru Literatură Universală, București, 1965 - traducere de Rodica Tăutu și Nicolae Teică

## Traduceri
- Cezar Petrescu, Se acerca la tormenta (Întunecare), Editorial Quetzal, Buenos Aires, 1961; reeditată în 1974 de Editorial de Arte y Literatura din Havana

## Premii
- 1945 Premio Municipal pentru El muro de mármol
- 1945 Premio Imprena López pentru El muro de mármol